# Winter van 1708-1709

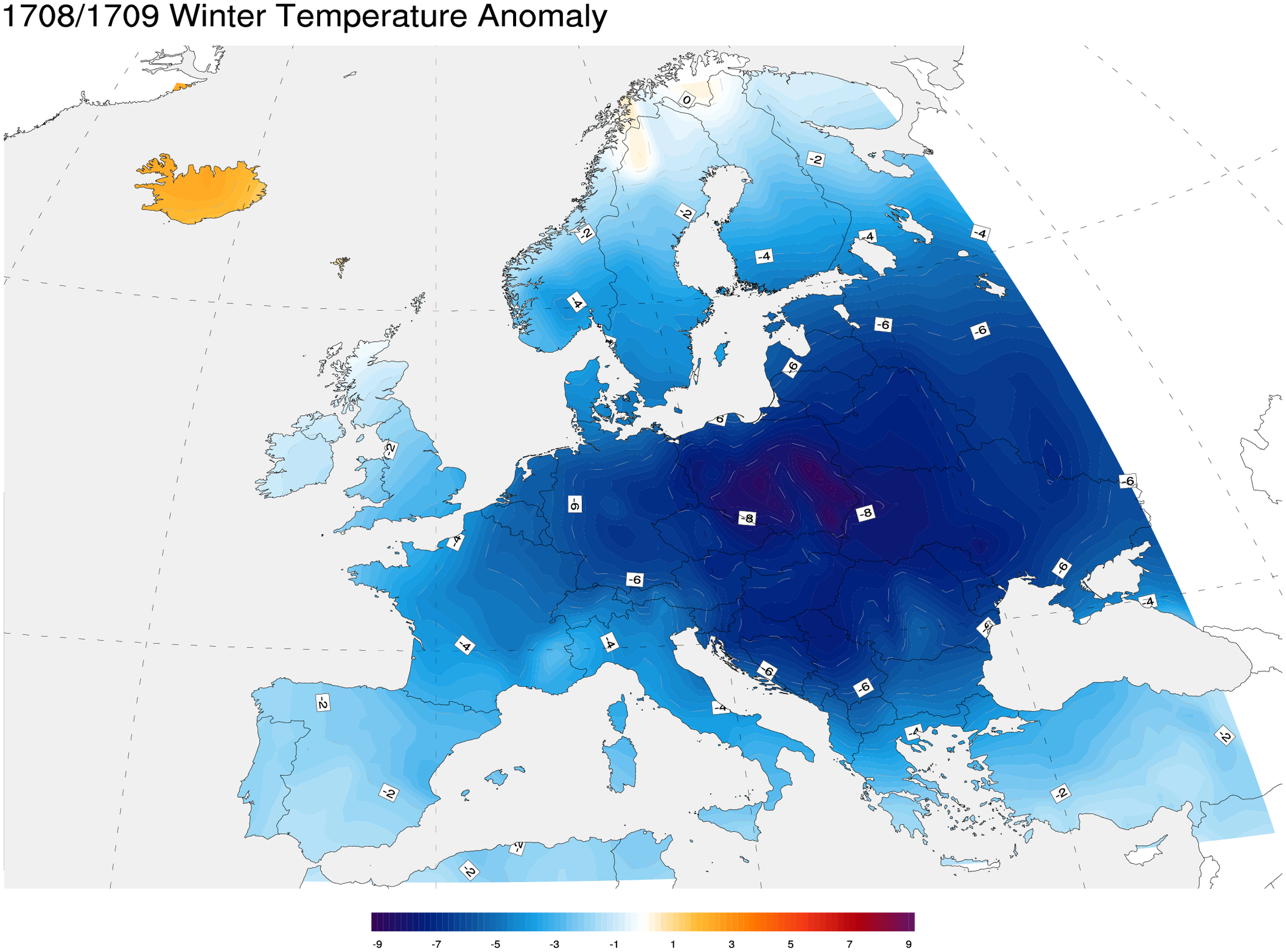
De afwijking van de winter van 1708/1709 ten opzichte van het gemiddelde van de periode 1971-2000

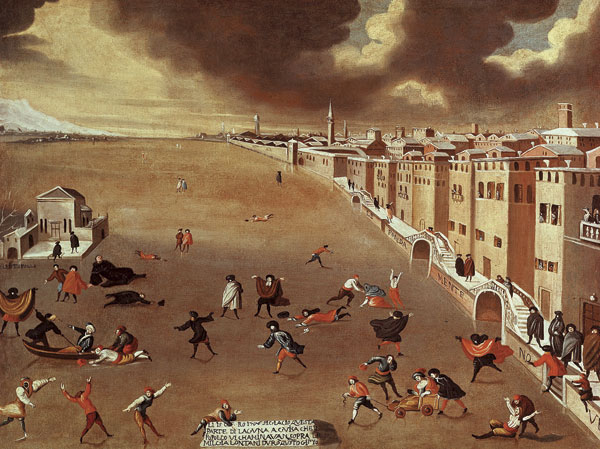
Le lagon gelé en 1708, van Gabriele Bella; bevroren lagune van Venetië, december 1708

De winter van 1708–1709 (Engels:The Great Frost, Frans: Le Grand Hiver) was in Europa met de revolutiewinter van 1789 waarschijnlijk de koudste winter van het tweede millennium. De gemiddelde temperatuur lag echter wel lager en ook de maatschappelijke impact was groter.

## Verloop
In het grootste deel van Europa vroor het bijna drie volle maanden, van Scandinavië tot Italië en van Frankrijk tot Rusland bevroren alle grote meren en rivieren. Zelfs het Gardameer vroor geheel dicht. In Nederland bevroor de grond tot meer dan een meter diep. Het vee stierf in de schuren, loofbomen spleten open door de kou en reizigers vroren onderweg dood in de koudste winter sinds mensenheugenis. Wijnvaten bevroren in de kelders, fruitbomen gingen massaal verloren, en zelfs eiken overleefden het niet. De graanteelt ging ook verloren.
In januari lag de gemiddelde temperatuur in Nederland op -5,1 graden, in Berlijn zelfs op -13,2 graden. De koudste dag in Nederland was 20 januari 1709. Te Keulen bevroren die dag vijf schildwachten. De gemiddelde temperatuur van de gehele winter komt in Nederland uit op -1,7 graden Celsius. Ook december en januari waren koud met gemiddeld 0,4 en -0,3 graden Celsius.
Op 8 maart zit de Maas bij Rotterdam nog dichtgevroren. Pas in de loop van deze maand wijkt de vorst, maar de gevolgen blijven nog lang zichtbaar. Maart 1709 was een zeer koude maand met 1,1 graden gemiddeld. Op 3 april moet het jacht van de Admiraliteit van Amsterdam op de Zuiderzee terugkeren vanwege het vele ijs tussen Enkhuizen en Stavoren. Op 13 april was het ijs in Kopenhagen nog 14 duimen dik en op 1 mei was de haven van Danzíg nog bevroren.

## Impact
Een verslag uit die tijd geeft een zeker beeld van de situatie:

De Zuyderzee vroor dicht in de winter van 1709 en het was mogelijk met de slee van Enkhuysen naar Staveren in Vrieslandt te gaan. Schepen bij Den Helder weken uit naar andere havens vanwege het grondijs. Op schepen, die toch binnengelopen waren, vroren de matrozen dood. Van de bemanning van de Oost-Indische schepen, die op Tessel waren gelegen, was veel volk, dat aan land kon komen, weggelopen. De meeste daarvan werden in de omringende polders doodgevroren teruggevonden. De wegen waren onbegaanbaar door de hoge sneeuw en mensen die toch op pad gingen om de dichtstbijzijnde stad te bereiken of om turf te halen in het veen, overleefden het niet. De dagen tussen 18 en 21 januari en de dagen erna waren het ergst. Er vielen vele doden op het platteland en in geheel Noord-Holland boven Alkmaar lagen de Gasthuysen vol met mensen, wier voeten en tenen geamputeerd moesten worden.

De winter had ook ernstige hongersnoden tot gevolg, vooral Frankrijk werd hierdoor zwaar getroffen. Naar schatting 600.000 mensen kwamen als gevolg van de hongersnood om. Alleen Parijs al verloor 24.000 inwoners.